# Kubectl
Kubectl es una interfaz de línea de comandos para ejecutar comandos sobre despliegues clusterizados de Kubernetes. Esta interfaz es la manera estándar de comunicación con el clúster ya que permite realizar todo tipo de operaciones sobre el mismo. Desde desplegar servicios, pods o volúmenes hasta conseguir toda la información del clúster de Kubernetes. 
Su lanzamiento se realizó a la vez que el lanzamiento de Kubernetes como herramienta básica para el manejo de las características de esta herramienta. 

## Ejemplos de uso
Esta herramienta sirve para arrancar, controlar, inspeccionar, gestionar, desplegar y escalar aplicaciones en el clúster. Se debe instalar después de instalar minikube en el sistema. De este modo, tras arrancar nuestro cluster de kubernetes podremos realizar todas las acciones anteriormente mencionadas. 
La sintaxis básica es la siguiente
```
kubectl [command] [TYPE] [NAME] [flags]
```

- command se refiere a la acción que quieres llevar a cabo sobre uno o más recursos. Puede ser create, apply, get, describe, delete...
- TYPE se refiere al tipo de recurso sobre el que queremos actuar. Por ejemplo: service, pod, deployment...
- NAME especifica el nombre del recurso sobre el que queremos realizar la acción.
- flags especifica flags opcionales para la ejecución del comando. Por ejemplo -s para especificar la dirección y el puerto de la API del server.

Comando para conseguir todos los pods:
```
kubectl get pods
```

Este comando lista todos los pods que hay en nuestro cluster mostrando las características más importantes de éstos.
Si queremos toda la información de un determinado pod:
```
kubectl describe pod pod-name
```

Una forma muy habitual de ejecutar tareas a través de ficheros YAML que contienen la configuración de lo que queremos llevar a cabo. La forma de ejecutar comando con este tipo de ficheros es la siguiente:
```
kubectl apply -f configuration.yaml
```